# Anchorites Nederland

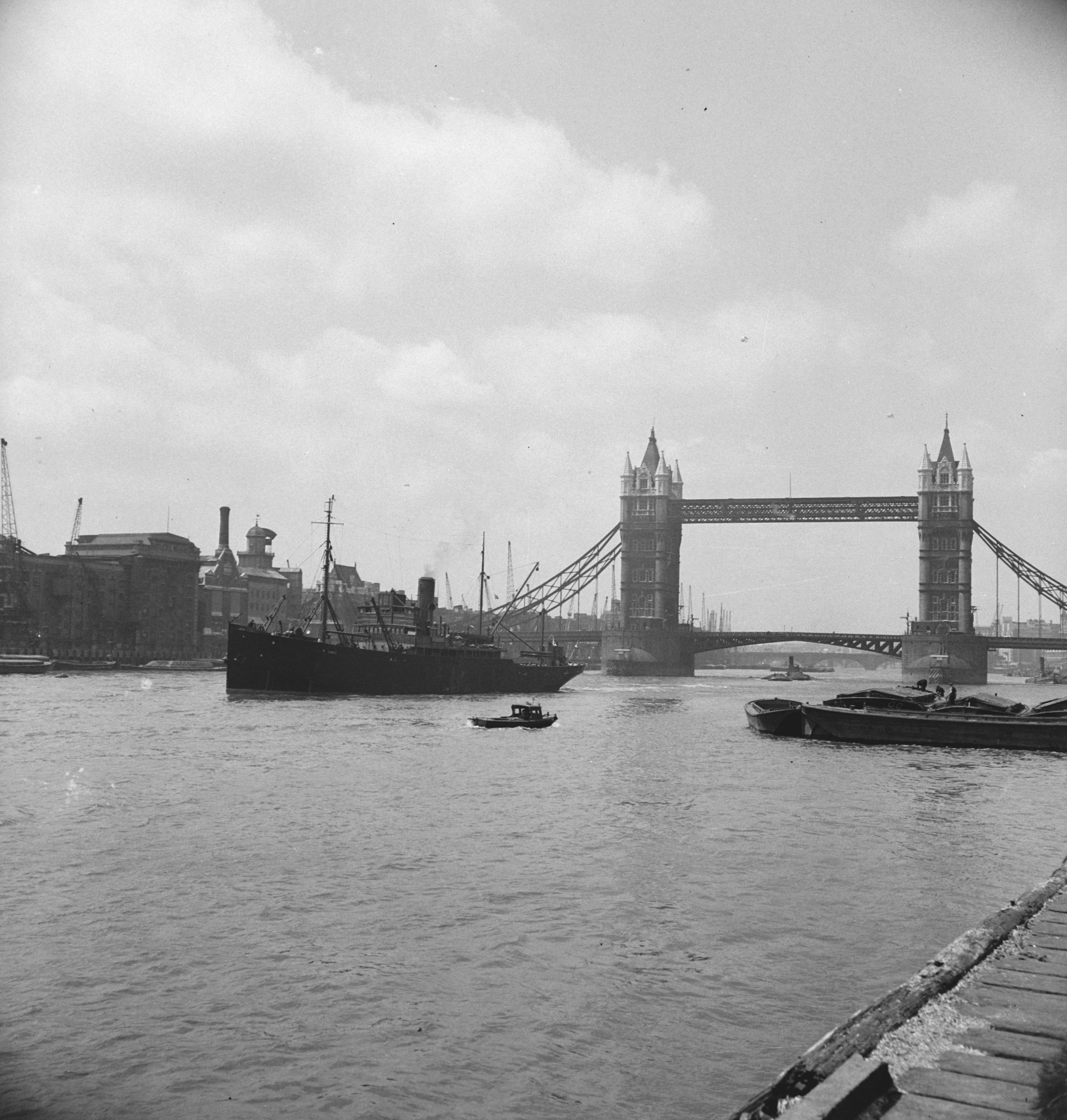
De Nederlandsche Anchorites vereniging is op 25 oktober 1944 in Londen opgericht naar model van de Engelse Anchorites.

De Anchorites Nederland is een vereniging van zeelieden, op 25 oktober 1944 in Londen opgericht naar model van de Engelse Anchorites, een gezelschap verbonden door een passie voor de zeescheepvaart. 
De initiatiefnemer van de vereniging was Dirk Hudig, een koopvaardijman uit de Nederlandse redersvereniging. De oprichters waren werkzaam in de koopvaardij, Koninklijke Marine en de scheepsbouw.
Het doel van de vereniging is het bevorderen van de kameraadschappelijke verstandhouding en samenwerking tussen personen afkomstig uit alle takken van de zeevaart. Bestuursleden hebben maritieme functienamen: de voorzitter is de schipper, bijgestaan door de stuurman, schout, commissaris en bootsman.
De Anchorites organiseren regelmatig bijeenkomsten waarbij sprekers worden uitgenodigd uit de maritieme wereld. Prins Bernard was te gast op een bijeenkomst in Den Haag in 1947. Met gelijkgestemde organisaties worden enkele malen per jaar netwerkactiviteiten of conferenties georganiseerd. Het ledenbestand van de vereniging kent prominente leden waaronder CEO's en vlagofficieren.
De Engelse Anchorites club werd na de Eerste Wereldoorlog opgericht door een groep van marine- en koopvaardijpersoneel. De eerste overzeese zusterclub waren de Poolse Anchorites, opgericht in 1937. Twee jaar later, toen Polen door Nazi-Duitsland werd binnengevallen, kwamen veel Poolse zeelieden naar Engeland en de Poolse Anchorites kwamen regelmatig bij elkaar in Londen. 
De Noorse Anchorites vereniging werd ingehuldigd in juli 1944 in aanwezigheid van de Noorse koning Haakon en prins Olav. Een paar maanden later werd in Londen de Nederlandsche Anchorites vereniging opgericht. De Royal Navy bracht een eerbetoon aan de Anchorites door de naamgeving van een van de nieuwe Britse A-klasse onderzeeboten, HSM Anchorite, in dienst gesteld in 1947.
De naam van de vereniging bevat het Engelse woord voor anker ('anchor'), een maritiem symbool voor hoop, veiligheid en stabiliteit. Er is geen relatie met de christelijke anachoreten of heremieten. De term anchorite (van het Griekse 'ἀναχωρέω') betekent 'terugtrekken' en wordt vaak gebruikt als synoniem voor kluizenaar. 